# کاستلنورو دی کونتزا
کاستلنورو دی کونتزا (به ایتالیایی: Castelnuovo di Conza) یک کومونه در ایتالیا است که در استان سالرنو واقع شده‌است.

## خصوصیات
کاستلنورو دی کونتزا ۱۴ کیلومترمربع مساحت و ۹۷۵ نفر جمعیت دارد و ۶۵۰ متر بالاتر از سطح دریا واقع شده‌است.